# Václav Marhoul

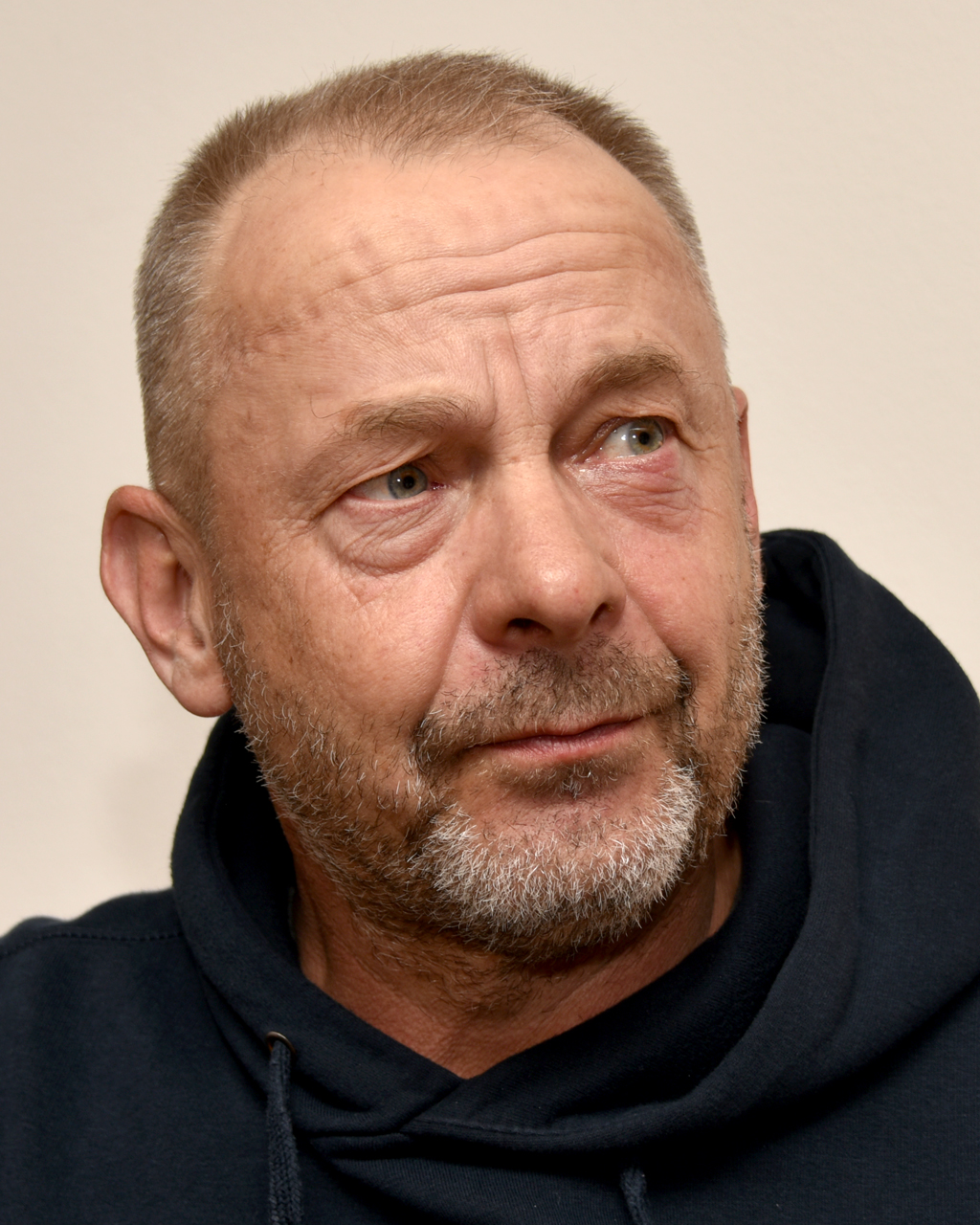
Václav Marhoul (2019)

Václav Marhoul (* 30. Januar 1960 in Prag) ist ein tschechischer Filmschauspieler, Regisseur und Drehbuchautor.

## Leben
Der 1960 in Prag geborene Václav Marhoul war zunächst als Schauspieler der Prager künstlerischen Gruppierung „Pražská pětka“ (etwa: die Prager Fünf) und im Theater „Divadlo Sklep“ tätig. Nach seinem Abschluss an der Film- und Fernsehfakultät der Akademie der Musischen Künste in Prag im Jahr 1984 begann er als Produktionsassistent und später als stellvertretender Produktionsleiter der Filmstudios Barrandov. Marhoul betätigte sich zunehmend auch als Regisseur und Drehbuchautor, aber auch als Kulturveranstalter und Manager. Nach der Samtenen Revolution war er sieben Jahre lang Generaldirektor des Filmstudios Barrandov, arbeitete aber auch als Organisator von Kulturveranstaltungen und Manager der Künstlergruppe Tvrdohlaví („Dickköpfige“).
Seinen Film The Painted Bird, bei dem er Regie führte und auch das Drehbuch schrieb, stellte er im September 2019 bei den Filmfestspielen von Venedig im Hauptwettbewerb vor, wo er um den Goldenen Löwen konkurriert. Der Film wurde von Tschechien als Beitrag für die Oscarverleihung 2020 in der Kategorie Bester Internationaler Film eingereicht und Mitte Dezember 2019 von der Academy of Motion Picture Arts and Sciences auf die Shortlist in dieser Kategorie gesetzt.
Marhoul ist Mitglied des Aufsichtsrats der Tschechischen Film- und Fernsehakademie (Česká filmová a televizní akademie).
Seine 1993 geborene Tochter Anna Marhoulová spielte in Tomáš Vorels Filmkomödie Skřítek aus dem Jahr 2005 eine Hauptrolle.

## Filmografie (Auswahl)
- 1993: Krvavý román
- 2003: Mazaný Filip (auch Regie, Drehbuch und Produktion)
- 2008: Tobruk (Regie, Drehbuch und Produktion)
- 2012: Cesta do lesa
- 2019: The Painted Bird (Regie, Drehbuch und Produktion)

## Auszeichnungen (Auswahl)
Austin Film Festival
- 2009: Winner Feature Film Award (Tobruk)

Belgrade International Film Festival
- 2020: Auszeichnung für die Beste Regie (The Painted Bird)[8]

Český lev
- 2008: Nominierung als Bester Film (Tobruk)
- 2008: Nominierung für die Beste Regie (Tobruk)
- 2020: Auszeichnung als Bester Film (The Painted Bird)
- 2020: Auszeichnung für die Beste Regie (The Painted Bird)
- 2020: Auszeichnung für Extraordinary Audiovisual Achievement (The Painted Bird)
- 2020: Nominierung für das Beste Drehbuch (The Painted Bird)[9][10]
- 2022: Auszeichnung in der Kategorie Extraordinary Audiovisual Achievement (The Painted Bird)[11]

Chicago International Film Festival
- 2019: Nominierung als Bester Spielfilm im internationalen Wettbewerb (The Painted Bird)[12][13]

Cork Film Festival
- 2019: Nominierung für den Gradam Spiorad na Féile – Spirit of the Festival Award (The Painted Bird)[14]

Internationale Filmfestspiele von Venedig
- 2019: Nominierung für den Goldenen Löwen (The Painted Bird)
- 2019: Auszeichnung  mit dem Leoncino d’Oro Award – Cinema for UNICEF (The Painted Bird)

Minsk International Film Festival „Listapad“
- 2019: Nominierung als Bester Film für den Grand Prix Golden Listapad (The Painted Bird)